# Festgesang zum Gutenbergfest
Der Festgesang zum Gutenbergfest (MWV D 4), voller Titel: Festgesang zur Eröffnung der am ersten Tage der vierten Säcularfeier der Erfindung der Buchdruckerkunst auf dem Marktplatz zu Leipzig stattfindenden Feierlichkeiten, ist ein Chorwerk von Felix Mendelssohn Bartholdy (Musik) und Adolph Eduard Prölß (Text) für Männerchor und zwei Blasorchester. Das Werk wurde zum Gutenbergfest 1840 komponiert und am 24. Juni 1840 auf dem Marktplatz in Leipzig unter freiem Himmel uraufgeführt. Neben dem Männerchor und erstem Blasorchester ist ein zweites Fernorchester für Echo-Effekte vorgesehen. Wegen der hohen personellen und räumlichen Anforderungen und wohl auch wegen des sehr zeitgebundenen, nationallastigen Textes wird das Stück selten aufgeführt.

## Charakter
Die Vierhundertjahrfeier der Erfindung des Buchdrucks wurde in allen deutschsprachigen Ländern mit Festlichkeiten begangen. Leipzig als Stadt der Buchmesse sah sich besonders in der Pflicht und feierte das Jubiläum vier Tage lang. Der Festgesang interpretiert Gutenbergs Erfindung einerseits national: Von Deutschland ging die „Fackel“ aus, die die geistige „Finsternis“ trotz deren gewaltsamer Gegenwehr besiegte. Damit verschränkt ist ein starker religiöser Akzent, indem Gutenbergs Tat dem göttlichen „Es werde Licht!“ verglichen und seine (vorreformatorische) Geisteshaltung lutherisch beschrieben wird: „Der Glaube an sein heilig Wort war deine Wehr, dein Schild, dein Hort.“ Die Musik unterstreicht das durch Verwendung zweier bekannter lutherischer Kirchenliedmelodien für die Rahmensätze.

## Besetzung und Unterteilung

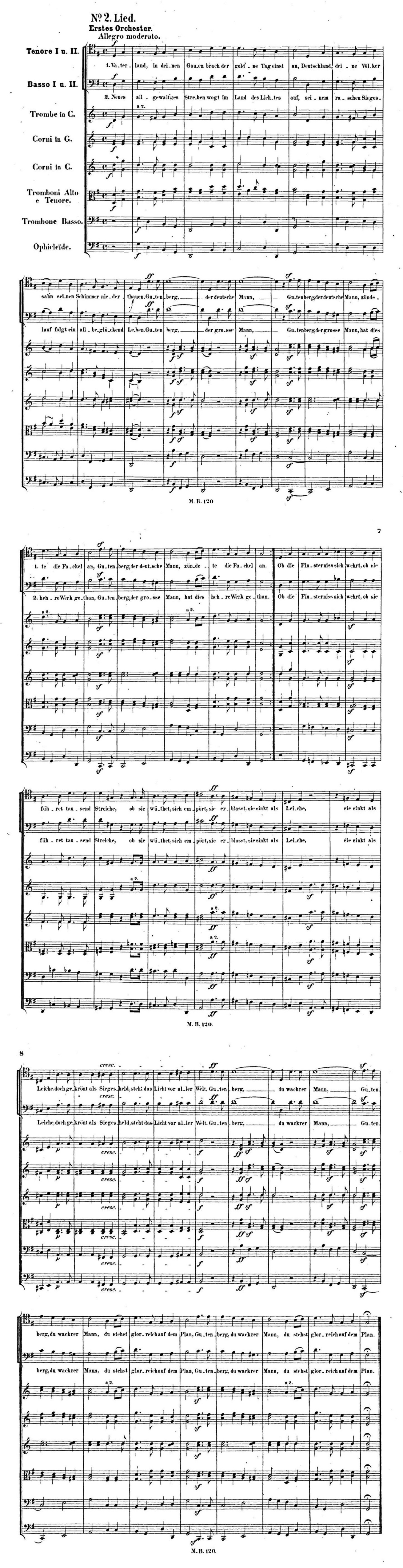
Vaterland, in deinen Gauen mit der berühmt gewordenen Melodie

Das erste Orchester besteht aus 2 Trompeten in C, 2 Trompeten in D, 2 Hörnern in G, 2 Hörnern in C, 3 Posaunen (ATB) und 1 Ophikleide. Das kleine zweite Orchester setzt sich aus 2 Trompeten in C, 2 Hörnern in D und 3 Posaunen (ATB) zusammen.
Der Festgesang ist in vier Sätze gegliedert, von denen der dritte der mit Abstand umfangreichste ist:
- 1. Begeht mit heil’gem Lobgesang (Melodie: Es ist das Heil uns kommen her)
- 2. Vaterland, in deinen Gauen
- 3. Der Herr, der sprach
- 4. Heil ihm! Heil uns! (Melodie: Nun danket alle Gott)

Die Hauptmelodie des zweiten Teils wurde vom britischen Kirchenmusiker William Hayman Cummings der Weihnachtshymne Hark! The Herald Angels Sing unterlegt. Dieses Weihnachtslied ist heute eines der bekanntesten im englischsprachigen Raum.
Die starke Ähnlichkeit der melodischen und harmonischen Struktur dieser Melodie mit der Gavotte aus J.S. Bachs Orchestersuite Nr. 4 macht eine Adaption Mendelssohns denkbar.

## Text
1. Choral
Begeht mit heil’gem Lobgesang
die große Freudenstunde,
kommt, singet tausendstimmig Dank
dem Herrn mit Herz und Munde.
Er hat uns diesen Tag gemacht,
er hat aus dicht verhüllter Nacht
das Licht hervorgerufen.
Jahrhunderte schon freuen sich
in seinem hellen Strahle,
und immer weiter gießt es sich
bis in die fernsten Tale,
wo Finsternis und Gram einst lag,
da glänzt nun sonnenhell der Tag.
O preist den Gott der Liebe!
2. Lied
Vaterland, in deinen Gauen
brach der goldne Tag einst an,
Deutschland, deine Völker sahn
seinen Schimmer niedertauen.
Gutenberg, der deutsche Mann,
zündete die Fackel an.
Neues, allgewaltges Streben
wogt im Land des Lichtes auf,
seinem raschen Siegeslauf
folgt ein allbeglückend Leben.
Gutenberg, der große Mann,
hat dies hehre Werk getan.
Ob die Finsternis sich wehrt,
ob sie führet tausend Streiche,
ob sie wütet, sich empört,
sie erblasst, sie sinkt als Leiche,
doch gekrönt als Siegesheld,
steht das Licht vor aller Welt.
Gutenberg, du wackrer Mann,
du stehst glorreich auf dem Plan.
3. Allegro molto
Der Herr, der sprach: Es werde Licht!
Er half im harten Streite,
er stand mit Trost und Zuversicht
beschützend dir zur Seite.
Der Glaube an sein heilig Wort
war deine Wehr, dein Schild, dein Hort,
so musstest du gewinnen.
Heil dir, nun krönt Unsterblichkeit
dich, frommer Held, mit Herrlichkeit
Heil dir, Heil uns in Ewigkeit.
4. Choral
Heil ihm! Heil uns! So schallt
zu deinen heilgen Thronen,
Herr, unser Gott, hinauf
der Ruf von Millionen,
und brünstig flehen wir:
lass in des Lichtes Schein
der ganzen Menschheit Heil,
Herr, immermehr gedeihn.